# Місто, де я дорослішаю
«Місто, де я дорослішаю» (порт. A Cidade onde Envelheço) — бразильсько-португальський драматичний фільм, знятий Марілією Роша. Світова прем'єра стрічки відбулась 4 лютого 2016 року на Роттердамському міжнародному кінофестивалі. Фільм розповідає про португальську дівчину Франциску, яка приїжджає до своєї подруги Терези в Бразилію.

## У ролях
- Елісабета Франциска — Тереза
- Франциска Мануель — Франциска
- Пауло Назарет
- Іво Лопес Араужо

## Визнання
| Нагороди та номінації фільму «Місто, де я дорослішаю» | Нагороди та номінації фільму «Місто, де я дорослішаю» | Нагороди та номінації фільму «Місто, де я дорослішаю» | Нагороди та номінації фільму «Місто, де я дорослішаю» | Нагороди та номінації фільму «Місто, де я дорослішаю» | Нагороди та номінації фільму «Місто, де я дорослішаю» |
| Рік                                                   | Кінопремія / Кінофестиваль                            | Категорія / Нагорода                                  | Номінант                                              | Результат                                             |                                                       |
| ----------------------------------------------------- | ----------------------------------------------------- | ----------------------------------------------------- | ----------------------------------------------------- | ----------------------------------------------------- | ----------------------------------------------------- |
| 2016                                                  | Роттердамський міжнародний кінофестиваль              | Найкращий фільм                                       | «Місто, де я дорослішаю»                              | Номінація                                             |                                                       |
| 2016                                                  | Одеський міжнародний кінофестиваль                    | Найкращий фільм                                       | «Місто, де я дорослішаю»                              | Номінація                                             |                                                       |